# 王明山
王明山（1964年1月18日—），甘肃武威人，新疆大学物理系无线电电子学专业毕业，中华人民共和国政治人物。1986年9月进入伊犁哈薩克自治州公安局工作，1990年4月加入中國共產黨，2000年在职取得吉林大学社会学硕士。

## 生平
2004年2月，任伊犁哈薩克自治州公安局局长；2009年12月，任乌鲁木齐市公安局局长；
2015年5月，任中共乌鲁木齐市委副书记、政法委书记；2015年11月，任中共新疆自治区党委副秘书长、政法委常务副书记。
2017年2月，任新疆维吾尔自治区公安厅厅长、督察长。2018年1月，兼任新疆维吾尔自治区人民政府副主席。
2020年7月9日，美国财政部依照总统特朗普于2017年12月依照《全球马格尼茨基人权问责法》签署的行政命令，对王明山等四名新疆政法机关领导人及新疆维吾尔自治区公安厅进行制裁；四人在美资产将被冻结，与亲属无法进入美国。对此，王明山表示，他在美國無資產，被列入美國制裁名單“感到很榮幸、很光榮。” 
2020年9月，升任新疆维吾尔自治区党委常委，接替王君正任党委政法委书记。2021年1月，不再兼任自治区人民政府副主席、党组成员，自治区公安厅党委书记、厅长等职务。2021年3月22日，欧盟宣布對其实施制裁，并冻结其资产、对其实施旅行禁令。
2024年2月，他当选为新疆维吾尔自治区人大常委会副主任。